# Stanisława Anna Okularczyk
Stanisława Anna Okularczyk (Bujne; 12 de Maio de 1943 — ) é um político da Polónia. Ela foi eleito para a Sejm em 25 de Setembro de 2005 com 12016 votos em 14 no distrito de Nowy Sącz, candidato pelas listas do partido Prawo i Sprawiedliwość.